# Country Grammar
Country Grammar ist das Debütalbum des US-amerikanischen Rappers Nelly. Es erschien am 27. Juni 2000 über die Labels Universal Records und Fo’ Reel.

## Produktion und Samples
Kevin Law und C-Love fungierten bei dem Album als Ausführende Produzenten. Der Großteil der Beats wurde von dem Musikproduzent Jason Epperson produziert, der neun Instrumentals beisteuerte. Vier Produktionen stammen von City Spud, während Steve Wills ein Lied produzierte.
Drei Songs enthalten Samples von Tracks anderer Künstler. So enthält Ride wit Me Elemente des Stücks I Like It der R&B-Gruppe DeBarge und Batter Up sampelt Movin’ on Up von der Rockgruppe Primal Scream. Außerdem enthält Luven Me Elemente der Titel Don’t Stop (Ever Loving Me) und Whatever You Want der R&B-Gruppen One Way bzw. Tony! Toni! Toné!.

## Covergestaltung
Das Albumcover zeigt Nelly, der auf den Betrachter herabblickt. Er trägt eine Weste und ist ansonsten oberkörperfrei. Der Hintergrund ist weiß gehalten und oben links im Bild befinden sich die vertikalen Schriftzüge Nelly sowie +++ Country Grammar in Schwarz.

## Gastbeiträge
Auf zehn Titeln des Albums sind neben Nelly andere Künstler zu hören. So ist der Komiker Cedric the Entertainer auf den Skits Intro, Interlude und Outro vertreten. Nellys Rapgruppe St. Lunatics hat zwei Gastauftritte in den Liedern Steal the Show und Wrap Sumden, während der Rapper Lil Wayne bei For My zu hören ist. Die Songs Thicky Thick Girl und Batter Up sind Kollaborationen mit den zu St. Lunatics gehörenden Rappern Murphy Lee und Ali. Mit City Spud ist ein weiteres Mitglied der St. Lunatics auf Ride wit Me vertreten. Außerdem haben The Teamsters einen Gastbeitrag im Track Never Let ’Em C U Sweat.

## Titelliste
| #  | Titel                      | Gastbeiträge           | Produzent      | Länge |
| -- | -------------------------- | ---------------------- | -------------- | ----- |
| 1  | Intro                      | Cedric the Entertainer |                | 1:21  |
| 2  | St. Louie                  |                        | Jason Epperson | 4:27  |
| 3  | Greed, Hate, Envy          |                        | City Spud      | 4:15  |
| 4  | Country Grammar (Hot Shit) |                        | Jason Epperson | 4:47  |
| 5  | Steal the Show             | St. Lunatics           | Jason Epperson | 5:27  |
| 6  | Interlude                  | Cedric the Entertainer |                | 0:33  |
| 7  | Ride wit Me                | City Spud              | Jason Epperson | 4:51  |
| 8  | E.I.                       |                        | Jason Epperson | 4:45  |
| 9  | Thicky Thick Girl          | Murphy Lee und Ali     | City Spud      | 4:34  |
| 10 | For My                     | Lil Wayne              | Jason Epperson | 4:08  |
| 11 | Utha Side                  |                        | Jason Epperson | 4:33  |
| 12 | Tho Dem Wrappas            |                        | Jason Epperson | 4:08  |
| 13 | Wrap Sumden                | St. Lunatics           | Jason Epperson | 4:15  |
| 14 | Batter Up                  | Murphy Lee und Ali     | Steve Wills    | 5:27  |
| 15 | Never Let ’Em C U Sweat    | The Teamsters          | City Spud      | 4:14  |
| 16 | Luven Me                   |                        | City Spud      | 4:07  |
| 17 | Outro                      | Cedric the Entertainer |                | 0:43  |

## Rezeption
| Professionelle Bewertungen | Professionelle Bewertungen |
| -------------------------- | -------------------------- |
| Kritiken                   |                            |
| Quelle                     | Bewertung                  |
| laut.de                    | [ 3 ]                      |
| Rolling Stone              | [ 4 ]                      |
| allmusic                   | [ 5 ]                      |
| RapReviews                 | [ 6 ]                      |

Bei den Grammy Awards 2001 wurde Country Grammar in der Kategorie Best Rap Album nominiert, unterlag jedoch The Marshall Mathers LP von Eminem.

## Kommerzieller Erfolg

### Chartplatzierungen und Singles
Country Grammar stieg am 9. Oktober 2000 auf Platz 66 in die deutschen Albumcharts ein. Die Höchstposition 45 erreichte es erst am 30. Juli 2001. Insgesamt konnte Country Grammer sich mit Unterbrechungen 43 Wochen in den Top 100 halten. In den USA erreichte das Album die Spitzenposition der Charts und konnte sich 104 Wochen in den Top 200 halten, davon fünf Wochen auf Rang 1. Auch in der Schweiz (#90, 3 Wo.) und Großbritannien (#14, 38 Wo.) erreichte das Album die Charts. In den deutschen Jahrescharts 2001 belegte der Tonträger Rang 83.
Als Singles wurden die Lieder Country Grammar (Hot Shit) (DE #20), E.I. (DE #22), Ride wit Me (DE #25) und Batter Up (DE #79) ausgekoppelt.
| ChartsChartplatzierungen       | Höchstplatzierung | Wochen |
| ------------------------------ | ----------------- | ------ |
| Deutschland (GfK)              | 45 (43 Wo.)       | 43     |
| Schweiz (IFPI)                 | 90 (3 Wo.)        | 3      |
| Vereinigte Staaten (Billboard) | 1 (104 Wo.)       | 104    |
| Vereinigtes Königreich (OCC)   | 14 (38 Wo.)       | 38     |

| ChartsJahrescharts (2001)    | Platzierung |
| ---------------------------- | ----------- |
| Deutschland (GfK)            | 83          |
| Vereinigtes Königreich (OCC) | 83          |

| ChartsJahrescharts (2002)      | Platzierung |
| ------------------------------ | ----------- |
| Vereinigte Staaten (Billboard) | 191         |

### Auszeichnungen für Musikverkäufe
Country Grammar verkaufte sich in den Vereinigten Staaten über zehn Millionen Mal und wurde im Jahr 2016 mit zehnfach Platin (Diamant) ausgezeichnet. Es gehört damit zu den kommerziell erfolgreichsten Rapalben in den USA und ist Nellys meistverkauftes Album in seinem Heimatland. Im Vereinigten Königreich erhielt Country Grammar für über 300.000 verkaufte Exemplare 2013 eine Platin-Schallplatte. Zudem wurde es 2024 in Deutschland für mehr als 150.000 Verkäufe mit Gold ausgezeichnet.
| Land/Region                  | Auszeichnungen für Musikverkäufe (Land/Region, Auszeichnung, Verkäufe) | Verkäufe   |
| ---------------------------- | ---------------------------------------------------------------------- | ---------- |
| Australien (ARIA)            | Platin                                                                 | 70.000     |
| Deutschland (BVMI)           | Gold                                                                   | 150.000    |
| Kanada (MC)                  | 3× Platin                                                              | 300.000    |
| Neuseeland (RMNZ)            | 4× Platin                                                              | 60.000     |
| Vereinigte Staaten (RIAA)    | Diamant                                                                | 10.000.000 |
| Vereinigtes Königreich (BPI) | Platin                                                                 | 300.000    |
| Insgesamt                    | 1× Gold · 9× Platin · 1× Diamant ·                                     | 10.880.000 |

Hauptartikel: Nelly (Rapper)/Auszeichnungen für Musikverkäufe